# Joaquín Botero
Joaquín Botero Vaca (* 10. Dezember 1977 in La Paz, Bolivien) ist ein ehemaliger bolivianischer Fußballspieler.

## Karriere
Joaquín Botero war in der Saison 2002 im Weltfußball der Spieler mit der höchsten Torausbeute, nämlich 49 Toren für seinen Verein Club Bolívar. Nach 133 Treffern für Club Bolívar, der zweithöchsten Trefferzahl aller Zeiten in diesem Verein, wechselte ins Ausland zu den UNAM Pumas.
Boteros erster Auslandsclub war der mexikanische Verein UNAM Pumas, mit dem er im Jahr 2004 zweimal mexikanischer Meister (Clausura 2004 und Apertura 2004) wurde. Im Jahr 2006 wechselte er zum Club Atlético San Lorenzo de Almagro der Primera División in Argentinien und im Jahr 2007 zu Deportivo Tachira, Venezuela. Im Jahr 2008 kehrte er zu seinem bolivianischen Heimatverein Bolívar zurück. Im Jahr 2009 wechselte er zu den UAT Correcaminos nach Mexiko. Dort spielte er ein Jahr in der zweiten Liga. Anfang 2010 wechselte er zu al-Arabi nach Kuwait. Dort kam er auf vier Einsätze, in denen er drei Tore erzielte.
Anfang 2011 kehrte Botero nach Bolivien zurück und schloss sich dem Club San José an. Nach einem Jahr ging er nach Indien. Die Saison 2013/14 bestritt er bei den Sport Boys Warnes in Bolivien, wo er seine Laufbahn beendete.

## Nationalmannschaft
Botero spielt von 1999 bis 2009 regelmäßig in der bolivianischen Nationalmannschaft und führt dort die ewige Torschützenliste mit 20 Treffern an.
Am 1. April 2009 erzielte Botero einen Hattrick für Bolivien bei einem 6:1-Sieg gegen Argentinien in einem Qualifikationsspiel für die Fußball-Weltmeisterschaft 2010, Argentiniens erster Niederlage unter Trainer Diego Maradona.